# Jacob Russchen

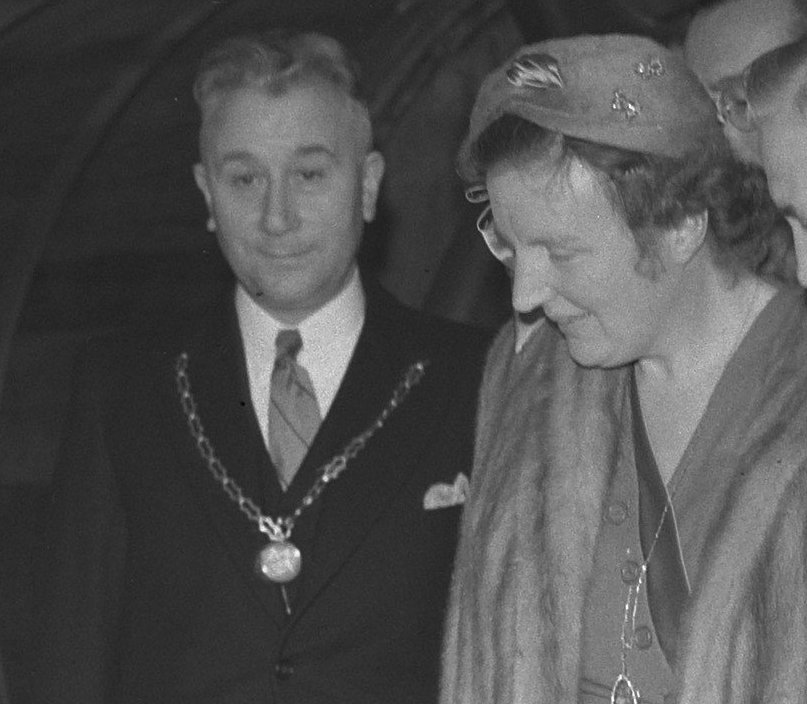
Burgemeester J. Russchen en koningin Juliana (1950)

Jacob Russchen (Donkerbroek, 18 mei 1897 – Bolsward, 25 juli 1976) was een Nederlands politicus van de ARP.
Hij werd geboren in de Friese gemeente Ooststellingwerf als zoon van Jannes Russchen (1860-1953; landbouwer) en Pietertje Wierda (1865-1950). Na de hbs werd hij landbouwer. Aan het begin van de Tweede Wereldoorlog verkocht hij de boerderij en verhuisde naar Wolvega. Russchen werd in die periode actief in illegaliteit.
Hij was gemeenteraadslid in Weststellingwerf en lid van het hoofdbestuur van de Christelijke Boeren- en Tuindersbond (CBTB) voor hij in 1948 benoemd werd tot burgemeester van Workum.
Russchen ging in 1962 met pensioen en werd vervolgens benoemd tot Ridder in de Orde van Oranje Nassau. In 1976 overleed hij op 79-jarige leeftijd in een verpleeghuis in Bolsward.